# 費爾德湖
54°17′44″N 9°55′37″E / 54.29567°N 9.92691°E
費爾德湖（德語：Felder See），是德國的湖泊，位於該國北部石勒蘇益格-荷爾斯泰因州，由倫茨堡-埃肯弗德縣負責管轄，面積0.04平方公里，湖岸線長度0.8公里。